# Listen to What the Man Said
Listen to What the Man Said is een nummer van Paul McCartney en zijn band Wings uit 1975. Het is de eerste single van hun vierde studioalbum Venus and Mars.
"Listen to What the Man Said" is een optimistisch liefdeslied. Ook al kan liefde blind zijn of ervoor zorgen dat gescheiden geliefden lijden, de verteller gelooft dat liefde zal zegevieren. "De man" in de titel wordt in de tekst niet expliciet geïdentificeerd. Het nummer werd in diverse landen een hit. Zo bereikte het de 5e positie in het Verenigd Koninkrijk. In de Nederlandse Top 40 kwam het tot de 14e positie.
Het einde van het nummer bevat een link naar de volgende track op Venus and Mars, "Treat Her Gently / Lonely Old People".

## NPO Radio 2 Top 2000
| Nummer met noteringen in de NPO Radio 2 Top 2000 | '99  | '00 | '01  | '02  | '03  |
| ------------------------------------------------ | ---- | --- | ---- | ---- | ---- |
| Listen to What the Man Said                      | 1739 | -   | 1553 | 1830 | 1992 |

1. ↑  Een '-' betekent dat het nummer niet was genoteerd en een vetgedrukt getal geeft de hoogste notering aan.
2. ↑  Deze tabel is bijgewerkt tot en met de laatste editie (2024).